# جای او دیگر خالی نیست
جای او دیگر خالی نیست فیلمی به کارگردانی مهرداد خوشبخت و نویسندگی مهرداد خوشبخت، شیرین بینا ساختهٔ سال ۱۳۸۴ است.

## بازیگران
- شیرین بینا
- حمیدرضا پگاه
- شهره سلطانی
- مهوش صبرکن
- ایرج راد
- مجید مظفری
- پرویز پورحسینی